# Seehotel Templin

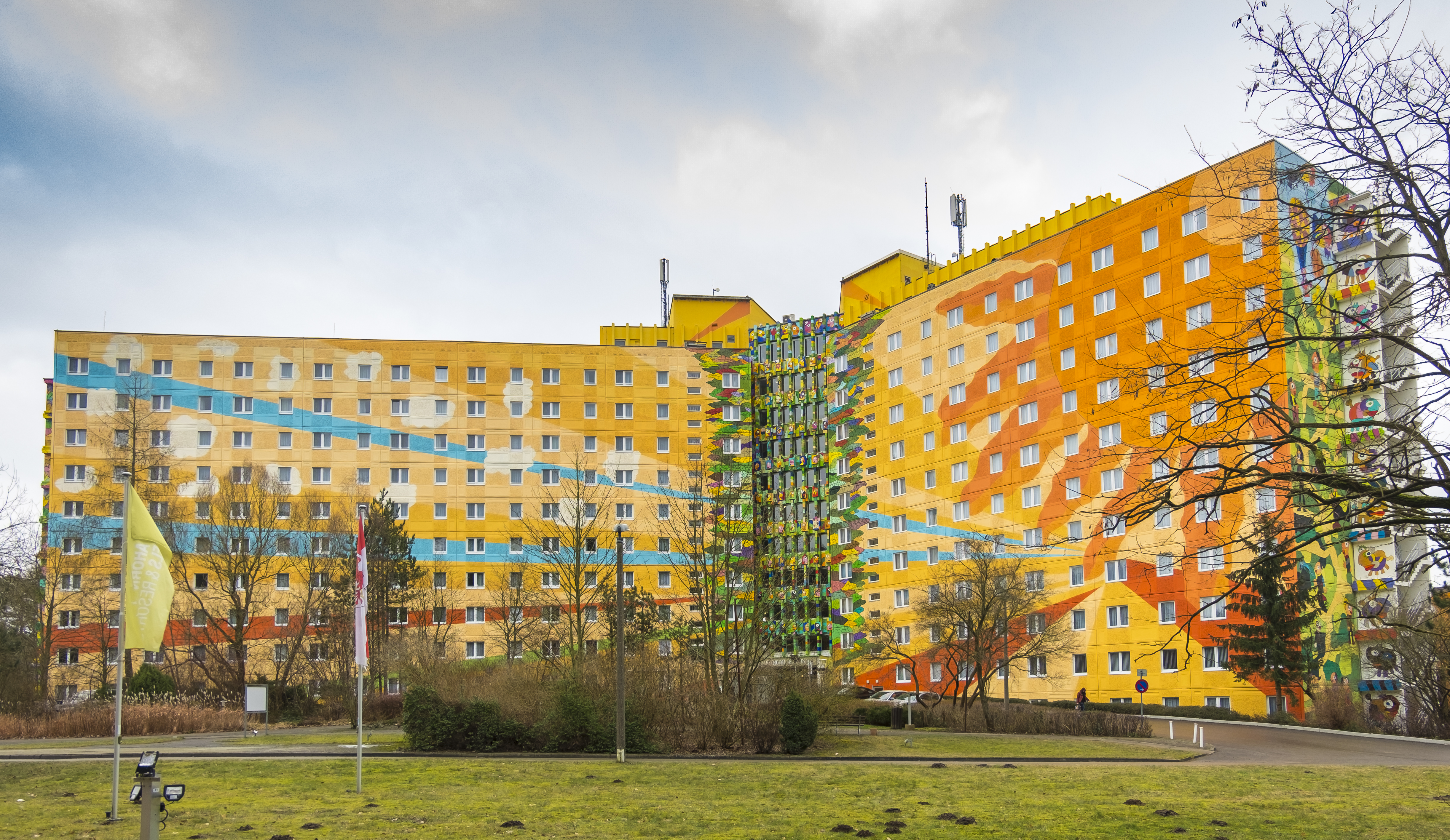
Seehotel Templin 2018

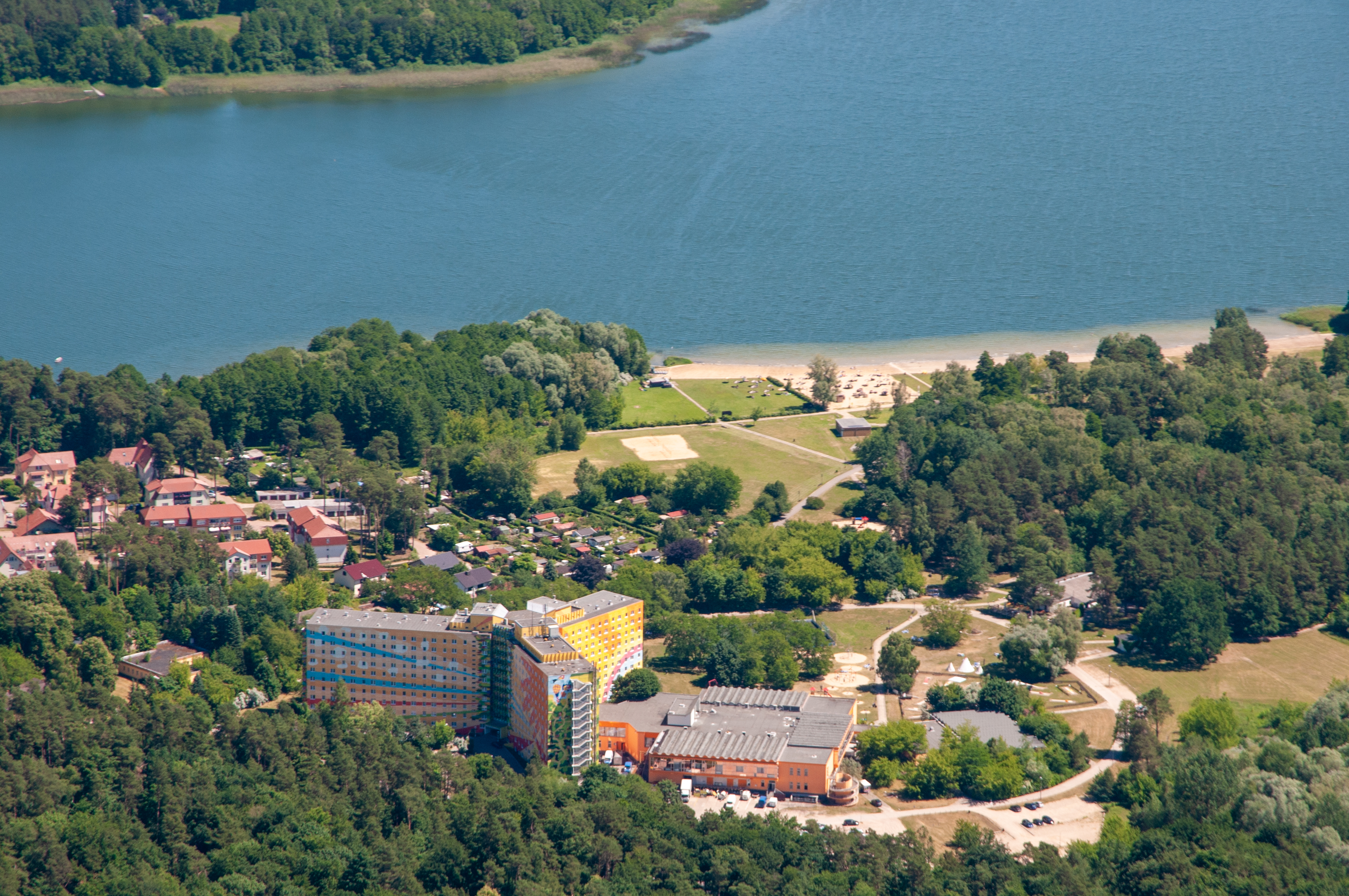
Umgebung des Hotels

Das Seehotel Templin (vollständig Ahorn Seehotel Templin) ist ein 1984 als FDGB-Erholungsheim „Friedrich Engels“ eröffnetes Hotel am Lübbesee in Templin in der Uckermark in Brandenburg. Es befindet sich im Templiner Ortsteil Postheim.

## Anlage
Das Seehotel Templin ist das derzeit größte Hotel des Bundeslandes Brandenburg. Der Grundriss ist ein dreizackiger Stern, das in Plattenbauweise errichtete Gebäude hat zwölf Stockwerke auf drei Flügeln. Das Drei-Sterne-Hotel ist Teil der Ahorn-Hotelkette und verfügt über 409 Zimmer verteilt auf zwölf Etagen. Zur Gastronomie gehören ein Panoramarestaurant im zwölften Stockwerk und eine Strandbar direkt am See. Das Hotel hat einen 25 auf 12,5 Meter großen Hotel-Innenpool.

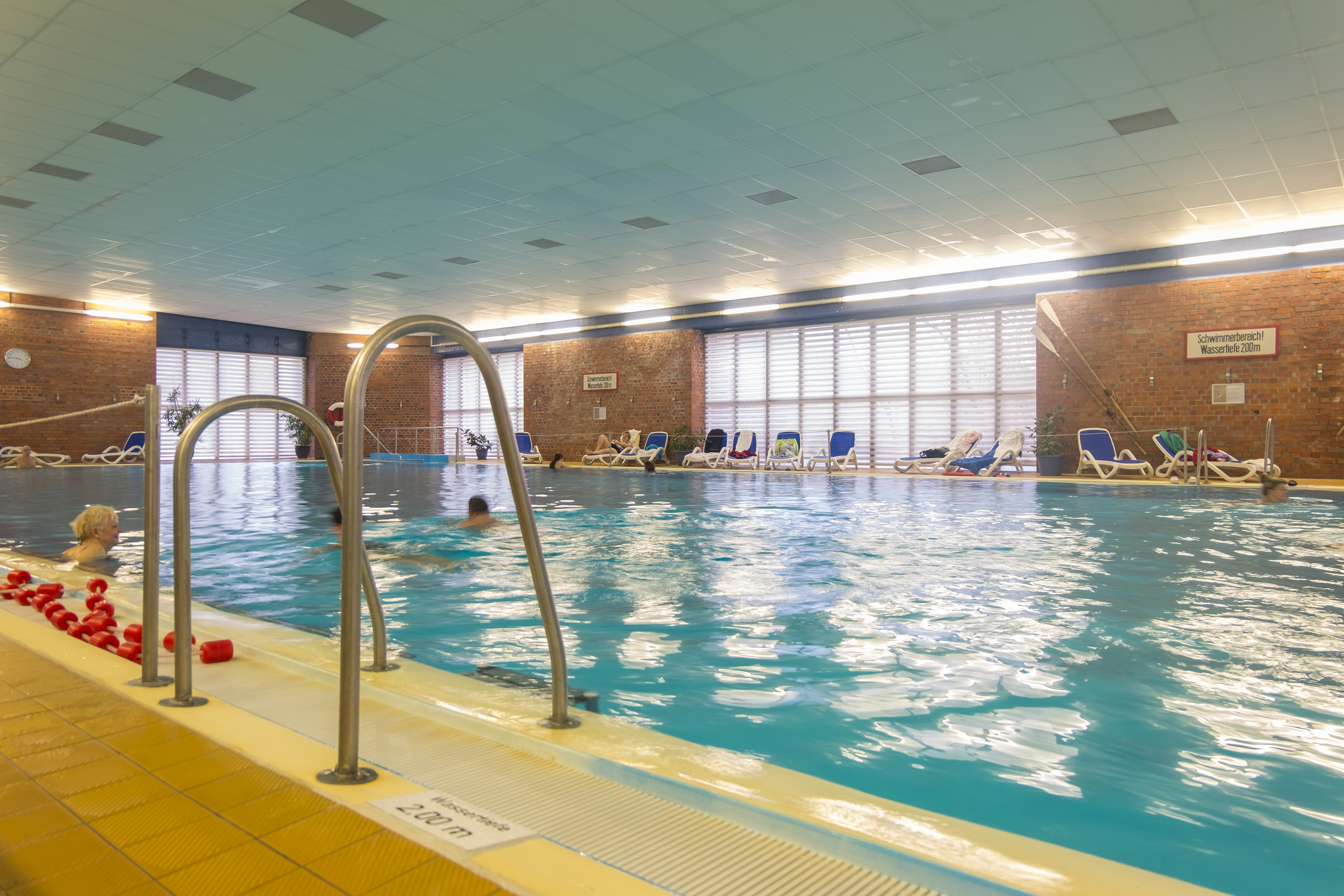
Schwimmbad, großer Hotel-Innenpool
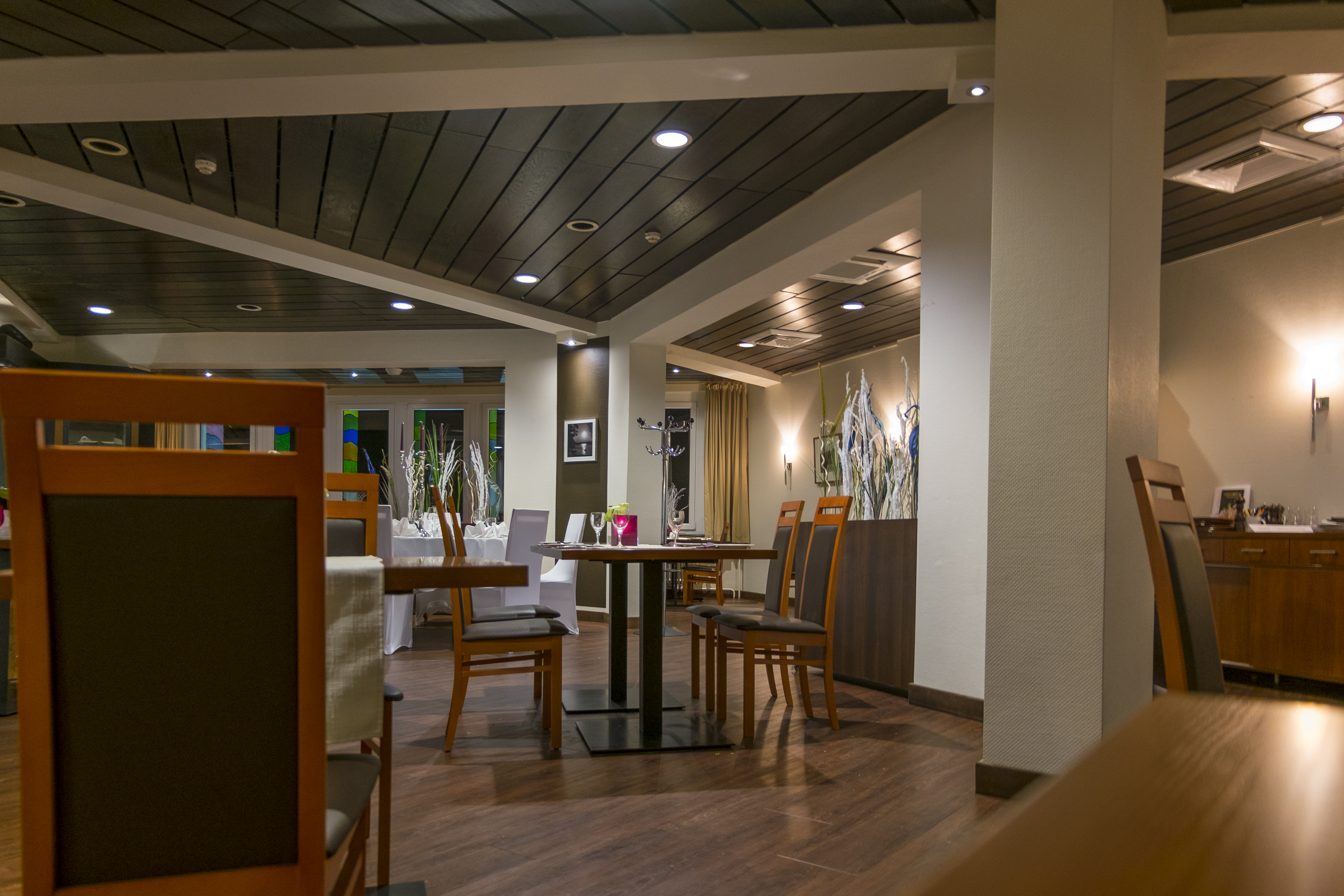
Panoramarestaurant im 12. Stock
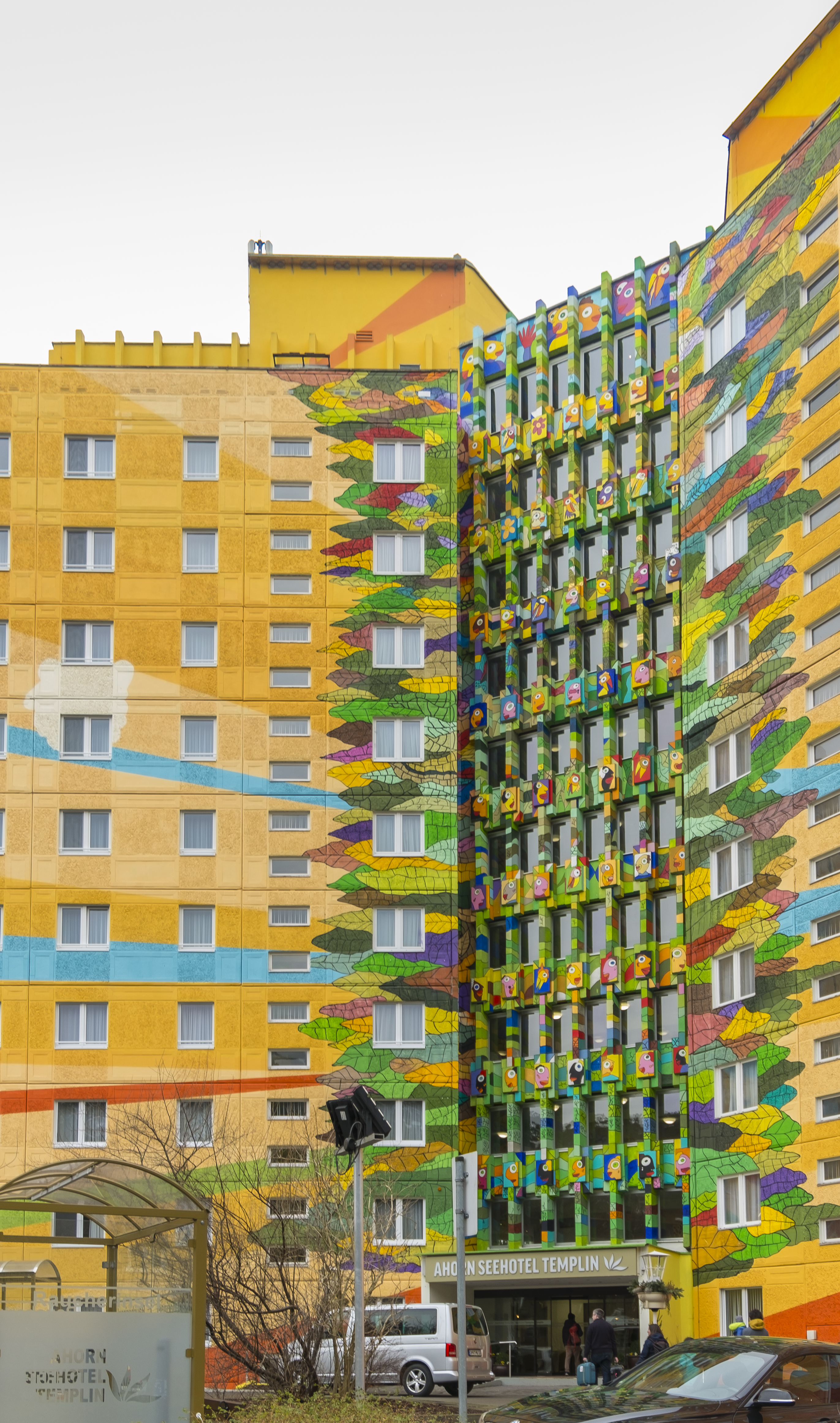
Eingangsbereich des Seehotels

## Geschichte

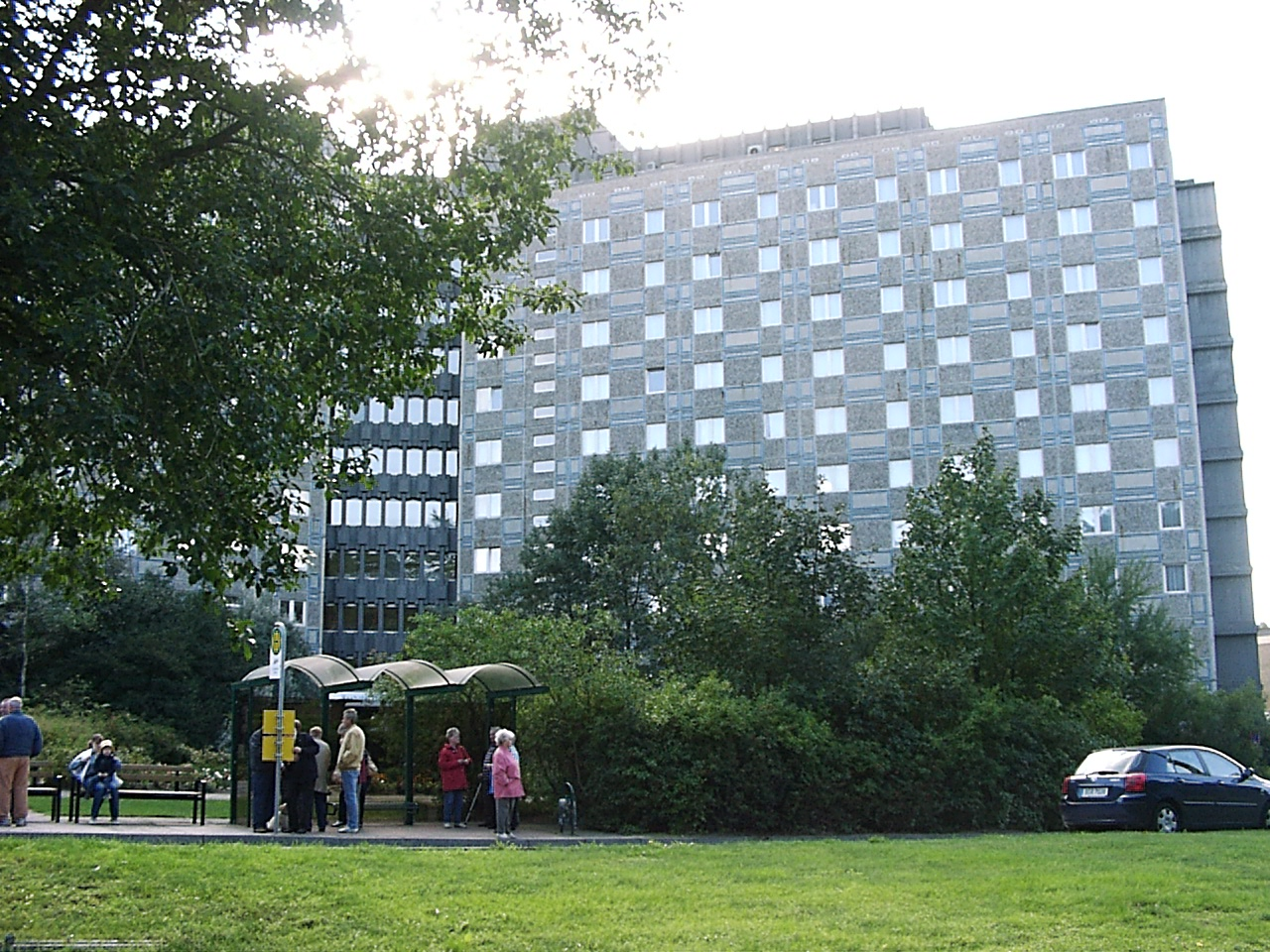
Seehotel im Jahr 2006

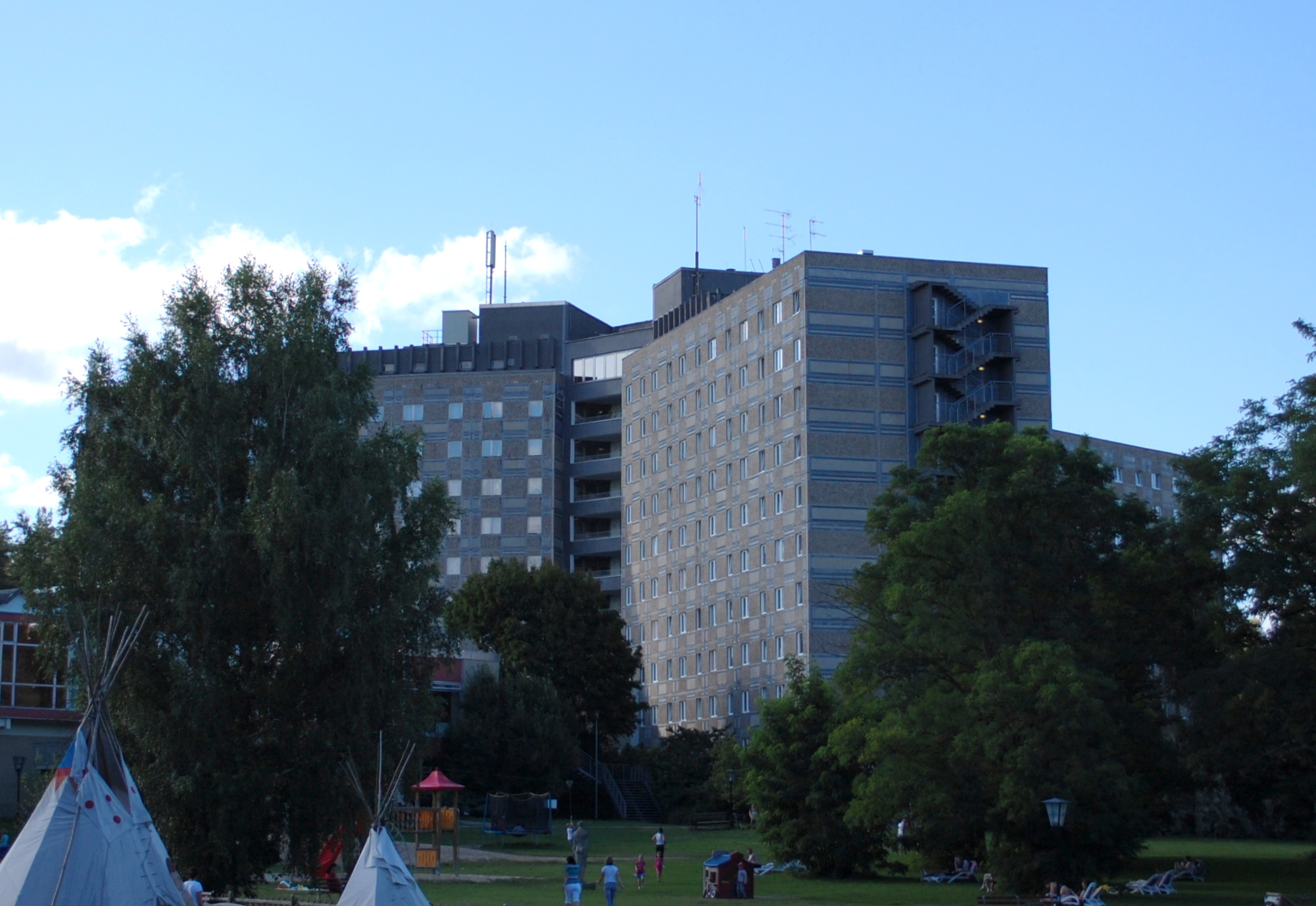
Seehotel Templin, 2012

Das Seehotel Templin wurde 1984 als Erholungsheim „Friedrich Engels“ der DDR-Einheitsgewerkschaft FDGB eröffnet. In sechsjähriger Bauzeit wurde zunächst der Hauptkomplex weitestgehend fertiggestellt. In einem zweiten Bauabschnitt wurde an der ehemaligen Seebadestelle „Kuhbad“ Schlamm vom Uferbereich abgesaugt, Sand aufgefüllt und ein Strandbereich von 350 Metern Länge und 20 Metern Breite sowie Liegewiesen angelegt. Zur Eröffnung standen 700 Zimmer mit insgesamt 1023 Betten zur Verfügung. Im und um das Hotel waren 500 Arbeitskräfte beschäftigt. Das Hotel hatte eine eigene Bäckerei und eine eigene Fleischerei neben dem Hauptgebäude. Die Auslastung betrug zu DDR-Zeiten etwa 95 Prozent.
Nach der Auflösung des FDGB-Feriendienstes 1990 gab es eine Notbewirtschaftung des Hotels. Nach Entlassungen arbeiteten 1991 nur noch 80 Beschäftigte im Hotel. Zunächst mietete eine „Templiner Hotelgesellschaft“ das Hotel für ein Jahr von der Treuhand, dann pachtete es die thailändische Firma Euromill und erwarb es 1994 für 15 Millionen DM. Die Zahl der bewirtschafteten Zimmer wurde auf unter 500 reduziert, im Jahre 1999 meldete das Hotel Insolvenz an.
Danach übernahm die Hotelgruppe Albeck & Zehden aus Berlin den Betrieb mit einer neuen Unternehmenssparte, woraus die eigenständige Ahorn-Hotelgruppe hervorging. Nachdem der Hotelkomplex zunächst unter dem Namen „Ferienhotel Templin“ firmierte, wurde er 2004 in „Seehotel Templin“ und 2010 in „Ahorn Seehotel Templin“ umbenannt.

## Architektur
Das Erholungsheim „Friedrich Engels“ wurde 1984 als industrieller Betonfertigteilbau im System WBS70 errichtet. Das Gebäude ist mit drei Flügeln um einen Erschließungskern gegliedert (sog. Windmühlenhaus), die einzelnen Flügel sind dabei einheitlich zwölf Geschosse hoch. Die Fassaden bestehen aus gestalteten Sichtbeton-Elementen. Das Gebäude entspricht dem üblichen Plattenbau in der DDR der frühen 1980er Jahre.
Die Fassade des Seehotels wurde 2015/16 vom Leipziger Pop-Art-Künstler Michael Fischer-Art künstlerisch neu gestaltet und gilt seitdem als eines der größten Fassadenkunstwerke Europas. Auf der Messe Inkontakt in Schwedt wurde das Seehotel Templin mit dem Uckermärkischen Tourismuspreis 2017 ausgezeichnet.